# Найтымъя
Найтымъя (устар. Найтым-Я) — река в Берёзовском районе Ханты-Мансийского автономного округа. Устье находится в 40 км по левому берегу реки Сёртынья. Длина реки 10 км.

## Данные водного реестра
По данным государственного водного реестра России относится к Нижнеобскому бассейновому округу, водохозяйственный участок реки — Северная Сосьва, речной подбассейн реки — Северная Сосьва. Речной бассейн реки — (Нижняя) Обь от впадения Иртыша.